# 釈迦ヶ岳 (奈良県)
釈迦ヶ岳（しゃかがたけ）は、奈良県南部の吉野郡十津川村と下北山村の境界にある大峰山系の山。日本二百名山に選定されている。標高は1,800 mで、近畿地方の最高峰である八経ヶ岳（八剣山）より南では代表的な山。

## 概要
山頂には1等三角点が設置されている。また、1924年に安置された釈迦如来の銅像がある。
山頂の釈迦如来像は、大正13年（1924年）に「鬼マサ」の異名で知られていた岡田雅行（1886年 - 1970年、身長188 cm・体重約120 kg）という強力（ごうりき）が、たった一人で道をつくりながら、3分割して担ぎ上げたと伝えられる。
この一帯は1936年に吉野熊野国立公園に指定され、2004年7月にはユネスコの世界遺産に登録された『紀伊山地の霊場と参詣道』の構成要素として史跡「大峯奥駈道」が登録されたが、釈迦ヶ岳山頂も大峯奥駈道のルートのひとつとなっている。
縦走路（大峯奥駈道）とは別に、十津川村側と下北山村側の両方から登山道がある。十津川村側からの登山道（旭ダム上流）は初心者でも楽に登れる。下北山村側の「前鬼」には古い歴史のある宿坊「小仲坊」がある。

## ギャラリー

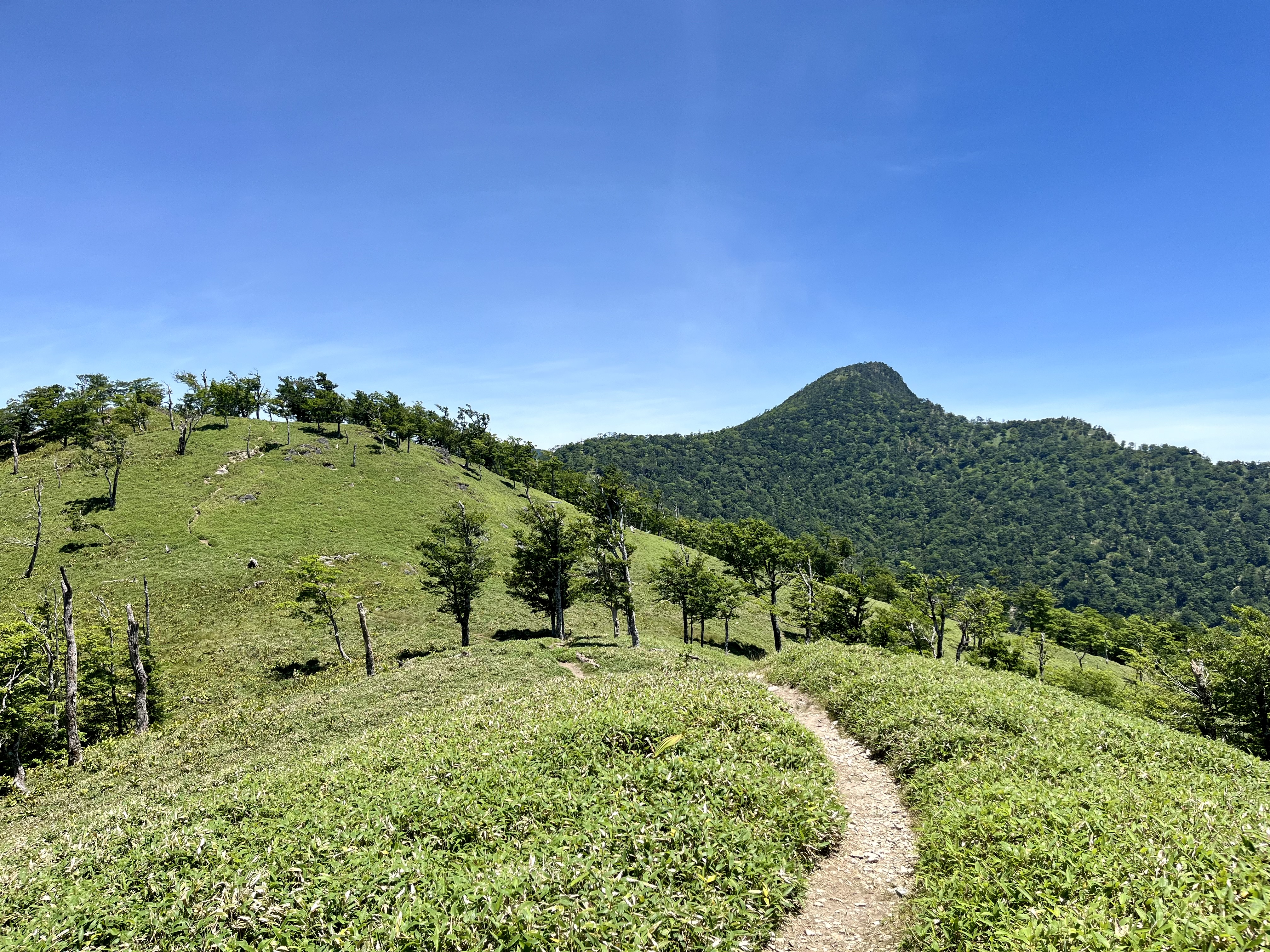
古田ノ森からの釈迦ヶ岳
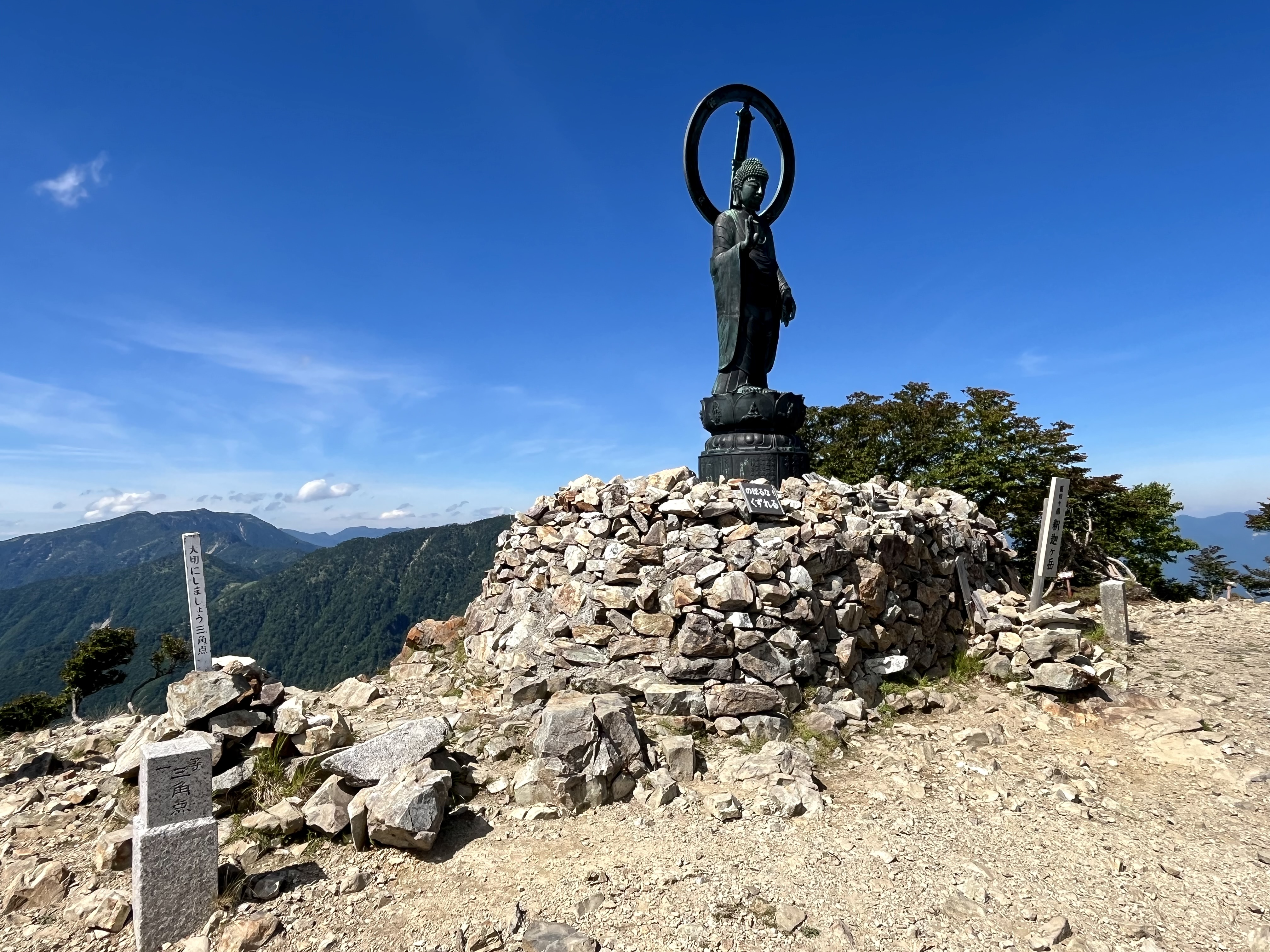
山頂。一等三角点が設置されている。
山頂から北方向、弥山、八経ヶ岳方向を望む
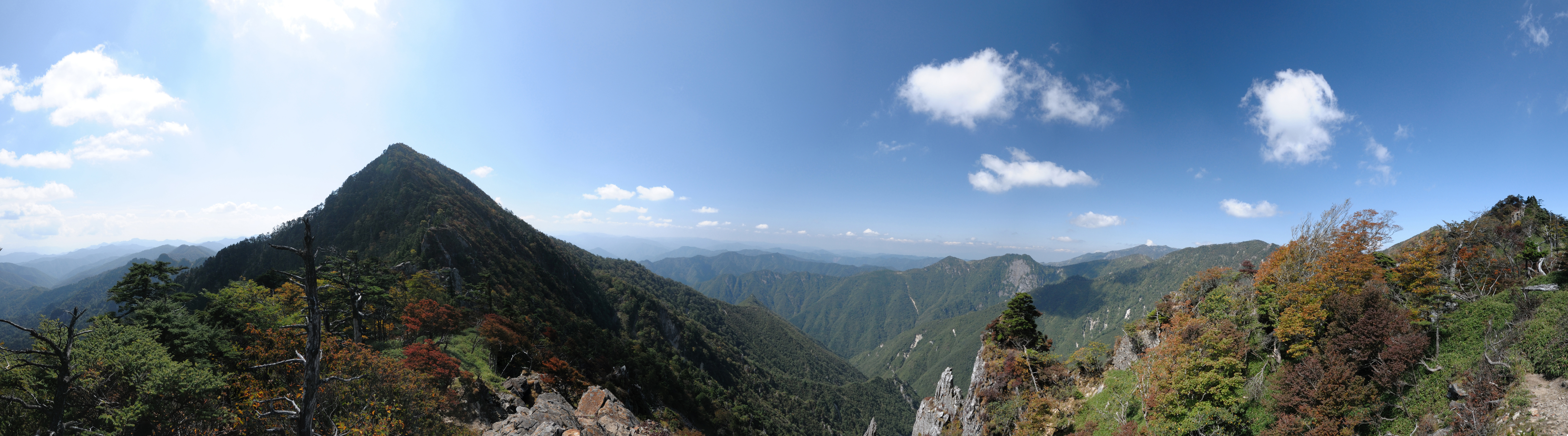
北東から釈迦ヶ岳を望む